# Provincia constitucional del Callao
La provincia constitucional del Callao es una provincia de régimen especial ubicada en la costa central del Perú. Limita al norte y este con la provincia de Lima, y al sur y oeste con el océano Pacífico. Es una de las provincias más pequeñas del país y, a su vez, la más densamente poblada del Perú. Su extensión es de 146,72 km², que no incluyen los 18 km² correspondientes a las islas San Lorenzo, El Frontón, Cavinzas y las islas Palomino, todas próximas a su litoral.
La capital provincial es la ciudad del Callao, fundada en tiempos virreinales, que congrega las infraestructuras portuarias y algunas de las instalaciones industriales más grandes del país además del aeropuerto más importante: el aeropuerto internacional Jorge Chávez.

## Historia

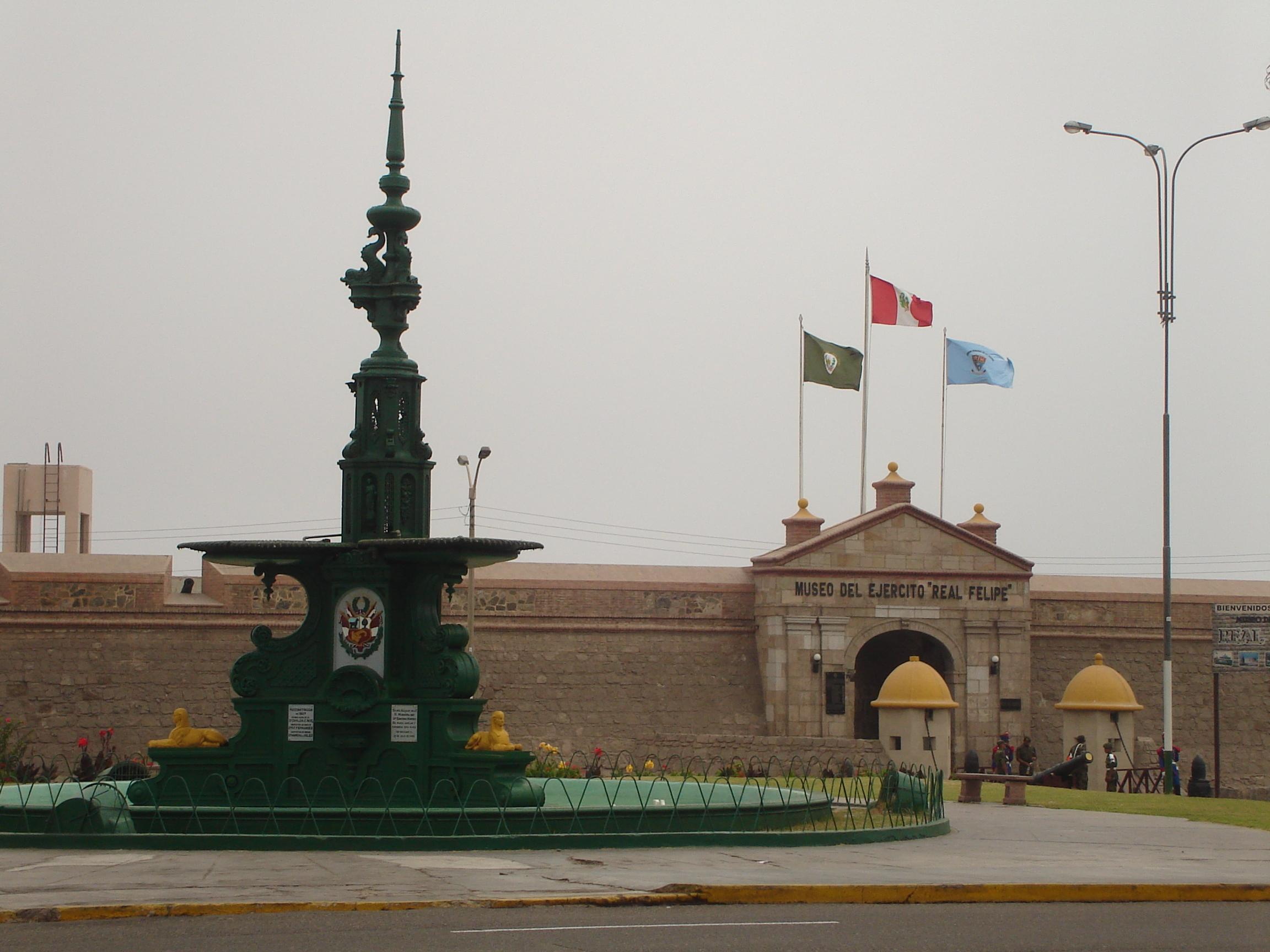
Fortaleza del Real Felipe

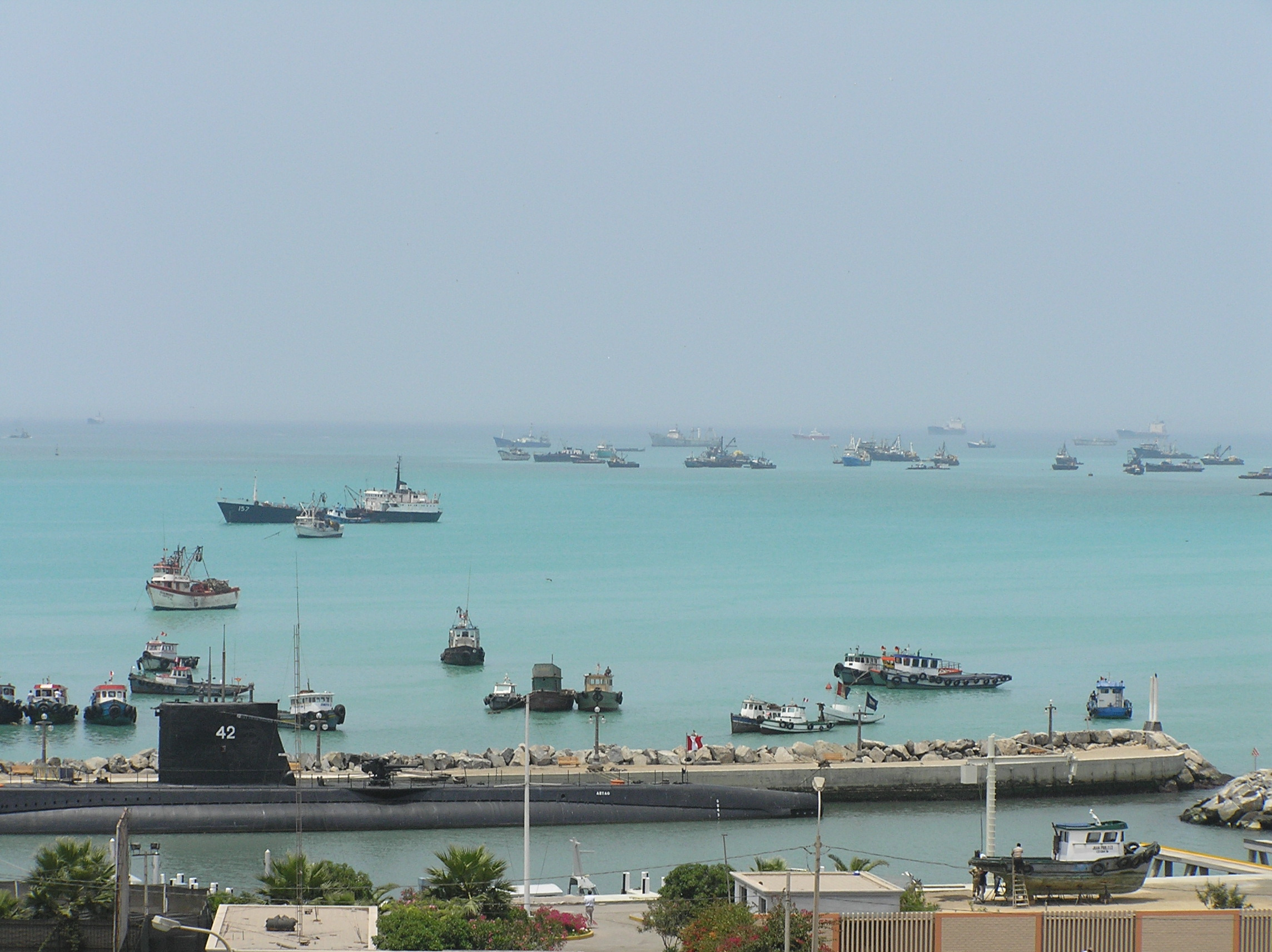
Vista del puerto, con el submarino BAP Abtao en primer plano

### Historia prehispánica
Los restos arqueológicos más tempranos de la provincia datan del IX milenio a. C., anteriores a la revolución neolítica. Otro yacimiento importante es El Paraíso, que data del periodo arcaico tardío, conjunto arquitectónico hecho de piedras y barro, con plataformas superpuestas.
Las huacas Maranga y Bellavista testimonian el adelanto y la organización que tuvieron sus primeros pobladores, antes de ser incorporados al Tahuantinsuyo.

### Historia virreinal
Propiamente la historia del Callao, se inició dos años después de la fundación de Lima, cuando frente al mar, sin acta de fundación alguna, se erigió el primer edificio. Luego, al promediar 1639, ya en los alrededores habitaban cinco mil personas. A partir de entonces, el puerto del Callao recibió mejor atención de los virreyes por la importancia de su comercio marítimo.
Con los años, desde la fortaleza del Real Felipe (construida en 1746) los españoles rechazaron en dos oportunidades a las escuadras de Lord Cochrane e intentaron bloquear la gesta libertadora de José de San Martín.
Se desconoce la fecha exacta de fundación de la ciudad del Callao. Sin embargo, ya en los primeros mapas del Perú, aparece esta ciudad portuaria. En el mapa de 1635 del cartógrafo Guiljelmus Blaew, se le consigna como «V. del Callao» (villa del Callao) así como Lima figura como «V. Lima» o «Los Reyes». Por la cercanía a la capital peruana, durante el virreinato del Perú, fue coloquialmente conocido como el Puerto de Lima. En el año 1671, el puerto del Callao fue elevado a la categoría de ciudad.

### Historia republicana
Durante la Confederación Perú-Boliviana, el 20 de agosto de 1836, el general, Andrés de Santa Cruz, decreta la creación de la Provincia Litoral del Callao, con autonomía política en sus asuntos internos.
El 22 de abril de 1857, en el gobierno del mariscal, Ramón Castilla, el Callao es promovido, por la Convención Nacional que presidía el abogado cajamarquino José Gálvez Egúsquiza, al rango de Provincia Constitucional. Esta denominación no implicaba ninguna diferencia práctica frente a las otras dos provincias especiales existentes entonces (la provincia litoral de Piura y la provincia fluvial de Maynas). La única y capital diferencia estribaba en el hecho de que, mientras todas las demás provincias del país lo eran por mandato de la ley, el Callao lo era por mandato constitucional.
El primer alcalde de la provincia constitucional del Callao fue el coronel Manuel Cipriano Dulanto, desempeñando su cargo desde el 7 de abril de 1857 hasta el 1 de enero de 1858.
En 1956, por influencia del senador Néstor Gambetta, la provincia del Callao, a través del distrito del Callao, se expande hacia el norte absorbiendo haciendas, latifundios, chacras, urbanizaciones y ciudades satélites del distrito de San Martín de Porres, distrito de Puente Piedra (hoy Ventanilla) y del distrito de Carabayllo, durante este tiempo se construye el Aeropuerto Internacional Jorge Chávez. En 1960, inicia la construcción de la ciudad satélite de Ventanilla.
En 2002, dentro del proceso de regionalización impulsado por el Gobierno de Alejandro Toledo Manrique, la provincia constitucional del Callao cuenta con un Gobierno regional.
Su actual gobernador para el periodo 2023 - 2026, es Ciro Castillo Rojo, de MÁS Callao.

## Geografía y límites

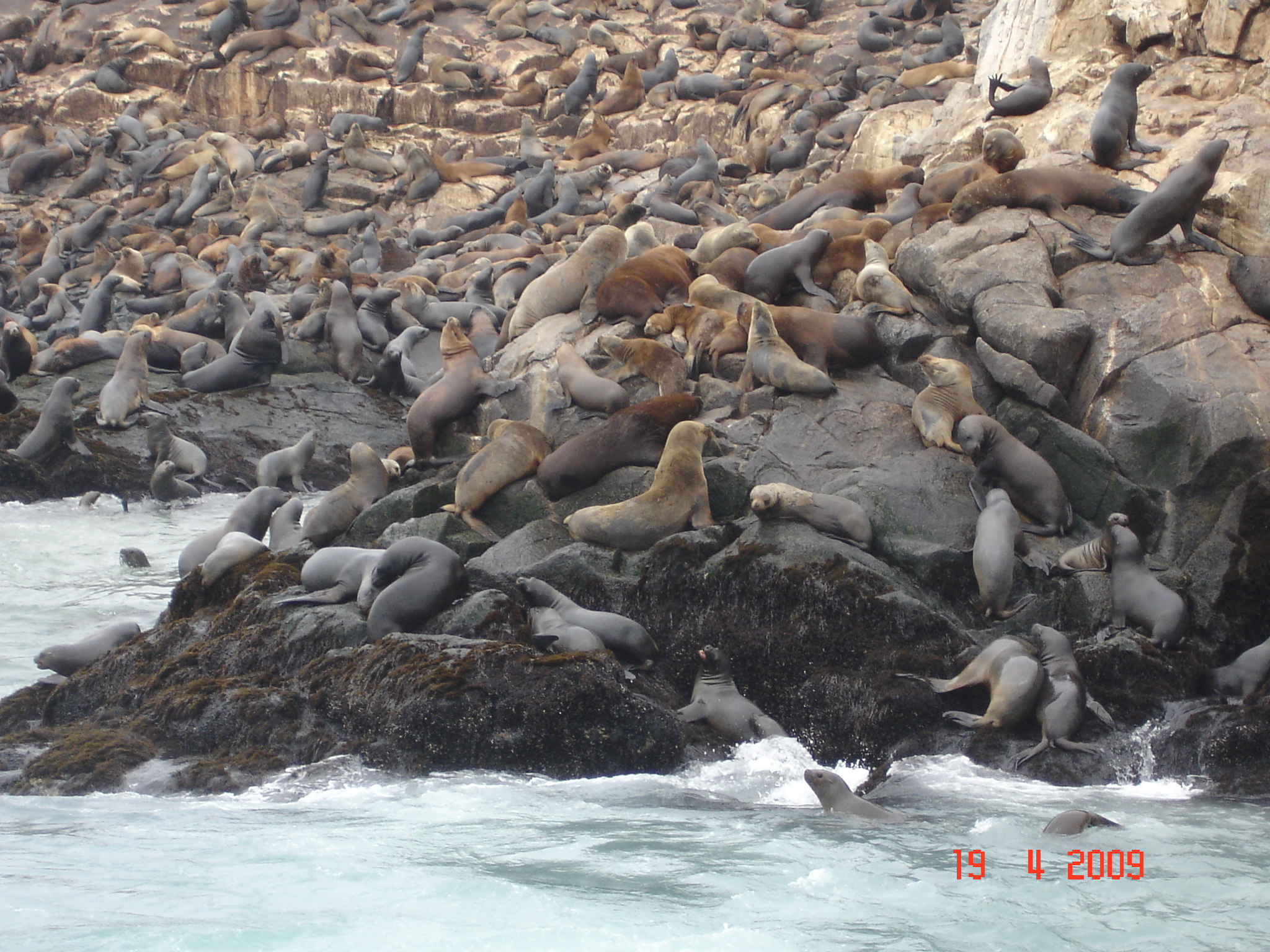
Lobos marinos en las islas Palomino

La provincia constitucional del Callao está ubicada en la costa central peruana, a 14 km del centro histórico de Lima, en una amplia bahía protegida por las islas San Lorenzo, El Frontón y Cavinzas y el islote Redondo, en la desembocadura del río Rímac. Limita al norte, con el distrito de Santa Rosa, provincia de Lima; al este, con los distritos de Puente Piedra, San Martín de Porres y Lima, los tres pertenecientes a la provincia de Lima; al sur, con el distrito de San Miguel, provincia de Lima; y al oeste, con el océano Pacífico.
Debido a su proximidad a Lima, la totalidad de las áreas urbanas de esta circunscripción, se hallan conurbadas con el sitio original de la ciudad del Callao como parte del área de Lima Metropolitana, configurando un territorio de paisaje marcadamente urbano.
La parte sur entre la Costa Verde y el cauce del río Rímac, es la zona más urbanizada de la provincia, en ella se encuentran los distritos de Bellavista, La Perla, La Punta y la mitad sur del distrito del Callao. Se extiende en mayor proporción como una zona residencial con instalaciones industriales en diversos puntos de la misma, principalmente en la avenida Argentina y en las cercanías del terminal marítimo. Las construcciones más antiguas se encuentran en el centro histórico y en La Punta, al suroeste de la provincia.
La mitad norte del distrito del Callao, entre los ríos Rímac y Chillón se halla mucho menos urbanizada. Se comenzó a poblar en 1950. Está comunicada con la parte sur por las avenidas Néstor Gambetta y Elmer Faucett, la cual está conectada con la avenida Canta-Callao, que conduce a Lima Norte. Aquí se emplaza el Aeropuerto Internacional Jorge Chávez, el principal del Perú, y algunas urbanizaciones, muchas de ellas extensiones de las zonas urbanizadas del vecino distrito de San Martín de Porres, por el este.
La parte más septentrional de la provincia está ocupada por los distritos de Ventanilla y Mi Perú. Esta zona está urbanizada al 50 %. Su territorio se encuentra entre el litoral y una pendiente menor que la separa de la provincia de Lima al este. Tiene un terreno árido, arenoso y ondulado. Se comunica mediante la prolongación de la avenida Néstor Gambetta, formada por las avenidas Indoamérica, la carretera a Ventanilla y la avenida Júpiter.
- Creación: 20 de agosto de 1836
- Superficie: 129 km²
- Latitud sur: 12°3'49"
- Longitud oeste: 77°9'13"
- Densidad demográfica: 8182,1 habs./km²
- Población:

- Total: 1 200 483 habitantes

- Hombres: 48,4 %
- Mujeres: 51,6 %

- Capital de la región: Callao
- Altura de la capital: 7 m s. n. m.
- Número de distritos: 7
- Clima: cálido en verano, templado y húmedo en invierno. Desde fines de diciembre hasta comienzos de abril, la temperatura bordea los 30 °C. De abril a mediados de diciembre el puerto casi siempre está bajo un techo de nubes. La humedad se acerca, la mayor parte de los días, a 100 % de saturación. Los días más fríos rozan los 11 °C. Durante el día el viento sopla del mar a la tierra; durante la noche, en sentido contrario.

Localizada en la zona centro-occidental del Perú, limita por el norte, este y sur con la ciudad de Lima, capital del país (al norte, con el distrito de Santa Rosa; al este, con los distritos de Puente Piedra, San Martín de Porres y Lima; al sur, con el distrito de San Miguel, y por el oeste, con el océano Pacífico). Se ubica entre las coordenadas 11°47’50" a 12°07’30" de latitud sur y 77°04’40" a 77°11’40" de longitud oeste.
Su ámbito territorial tiene un área total, incluyendo la superficie de sus islas, de 148 573 km².
- Ríos más importantes: Rímac y Chillón
- Islas marítimas: Palomino, San Lorenzo y El Frontón

## División administrativa
Los distritos que conforman la Provincia Constitucional del Callao son:
| Distritos de El Callao | Distritos de El Callao     | Distritos de El Callao | Distritos de El Callao | Distritos de El Callao | Distritos de El Callao           | Distritos de El Callao | Distritos de El Callao  | Distritos de El Callao |
| N.º en mapa            | Distrito                   | Población (2023)       | Área (km²)             | Densidad (habs./km²)   | Mapa de los distritos del Callao | Mapa                   | Servicios de Transporte |                        |
| ---------------------- | -------------------------- | ---------------------- | ---------------------- | ---------------------- | -------------------------------- | ---------------------- | ----------------------- | ---------------------- |
| 1                      | Callao                     | 537 377                | 45.65                  | 9147.60                | Callao big div num               |                        | AN-14 107               |                        |
| 2                      | Bellavista                 | 83 085                 | 4.56                   | 16 483.11              | Callao big div num               |                        |                         |                        |
| 3                      | Carmen de La Legua Reynoso | 48 259                 | 2.12                   | 19 746.7               | Callao big div num               | 107                    |                         |                        |
| 4                      | La Perla                   | 65 849                 | 2.75                   | 22 435.64              | Callao big div num               | 201                    |                         |                        |
| 5                      | La Punta                   | 4003                   | 0.75                   | 5826.67                | Callao big div num               |                        |                         |                        |
| 6                      | Ventanilla                 | 397 026                | 73.52                  | 3779.86                | Callao big div num               |                        |                         |                        |
| 7                      | Mi Perú                    | 54 905                 | 2.47                   | 20 859.11              | Callao big div num               |                        |                         |                        |
| *                      | Islas del Callao           | -                      | 17.63                  | 0.00                   | Callao big div num               |                        |                         |                        |

## Conflictos limítrofes

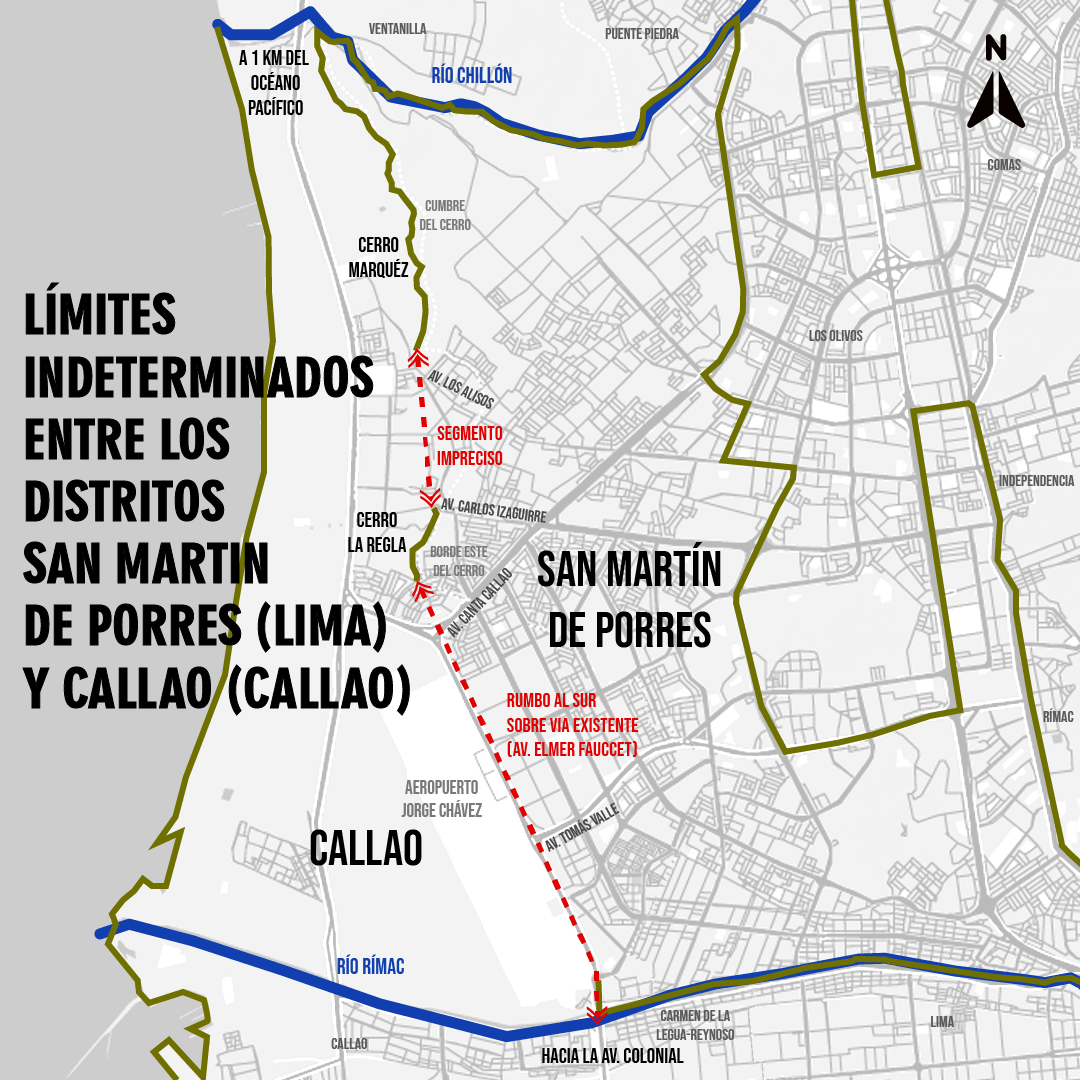
El conflicto limítrofe entre los distritos del Callao y San Martín de Porres es la disputa vigente de mayor extensión lineal de la provincia constitucional del Callao con la provincia de Lima.

La provincia constitucional del Callao presenta conflictos limítrofes con la provincia de Lima en diversos tramos de su territorio. Estas divergencias existen entre los distritos de cada una de las provincias, por lo que están a la espera de totalmente definidos por el Gobierno Regional del Callao, la Municipalidad Metropolitana de Lima, la Presidencia del Consejo de Ministros y el Congreso de la República. La imprecisión de límites entre ambas jurisdicciones se evidencia en la divergencia de los mapas oficiales de las instituciones estatales.
Los conflictos distritales - provinciales son los siguientes:
- Callao - Lima y San Martín de Porres: Imprecisión de la Ley N.° 12538.[18][19][20]
- Ventanilla - Santa Rosa, Puente Piedra y San Martín de Porres: Fue saneado mediante la Ley N.° 30196.[21]
- Carmen de la Legua-Reynoso - Lima: A la espera de ser definido.
- Bellavista - Lima y San Miguel:  A la espera de ser definido.
- La Perla - San Miguel:  Fue parcialmente saneado mediante la Ley N.° 24172.[22]

## Gobierno
Los asuntos de Gobierno local se dividen en dos niveles. Los asuntos de orden regional los gobierna el Gobierno Regional del Callao, cuya sede se encuentra en el distrito del Callao (avenida Elmer Faucett) y de Bellavista (avenida Juan Pablo II).

### Autoridades regionales
- 2023 - 2026[23]
  - Gobernador regional: Ciro Castillo Rojo, del Movimiento Regional MÁS Callao.
  - Vicegobernador regional: Edita Vargas Cerón, del Movimiento Regional MÁS Callao.
  - Consejeros:

  1. Bellavista: Rosa María Pacheco Miñán (Contigo Callao)
  2. Callao:
    - José Sosa Dulanto Badiola (Contigo Callao)
    - José Miguel Gómez Olulo (MÁS Callao)

  3. Carmen de La Legua-Reynoso: Luz Carmela Julca Estrada (Contigo Callao)
  4. La Perla: Juan Carlos León Siles (Contigo Callao)
  5. La Punta: Salvatore Salpietro Machiavello (Contigo Callao)
  6. Mi Perú: Juan Carlos Amayo Bullón (Contigo Callao)
  7. Ventanilla:
    - Claudio Fernández Zapata (Contigo Callao)
    - Johanna Gutiérrez Alvarado (MÁS Callao)

### Municipales
Los asuntos ediles (limpieza, promoción del deporte, servicios básicos de la comuna), los administra la Municipalidad Provincial del Callao, cuya sede se encuentra en el distrito del Callao. Paralelamente, cada distrito tiene su propia municipalidad distrital que se ocupa de los asuntos municipales en sus respectivas jurisdicciones.

## División administrativa
La provincia se divide en siete distritos:
1. Callao (46,94 km²)
2. Bellavista (4,55 km²)
3. Carmen de La Legua-Reynoso (2,12 km²)
4. La Perla (3,05 km²)
5. La Punta (0,75 km²)
6. Ventanilla (73,52 km²)
7. Mi Perú (2,47 km²)

* El resto de su territorio corresponde a las islas de San Lorenzo y El Frontón y los islotes de Hormigas de Afuera, Palomino y Roca Horadada con 17,630 km² en total.
Fuente: Plan urbano director del Callao 1995 - 2010

## Población
Actualmente, la provincia constitucional del Callao tiene una población de 1 294 294 habitantes que se asientan sobre el área urbana y rural de la misma. Es importante destacar que gran parte de la conurbación Lima-Callao se ubica sobre esta provincia que incluye a la originaria ciudad-puerto del Callao.

### Economía

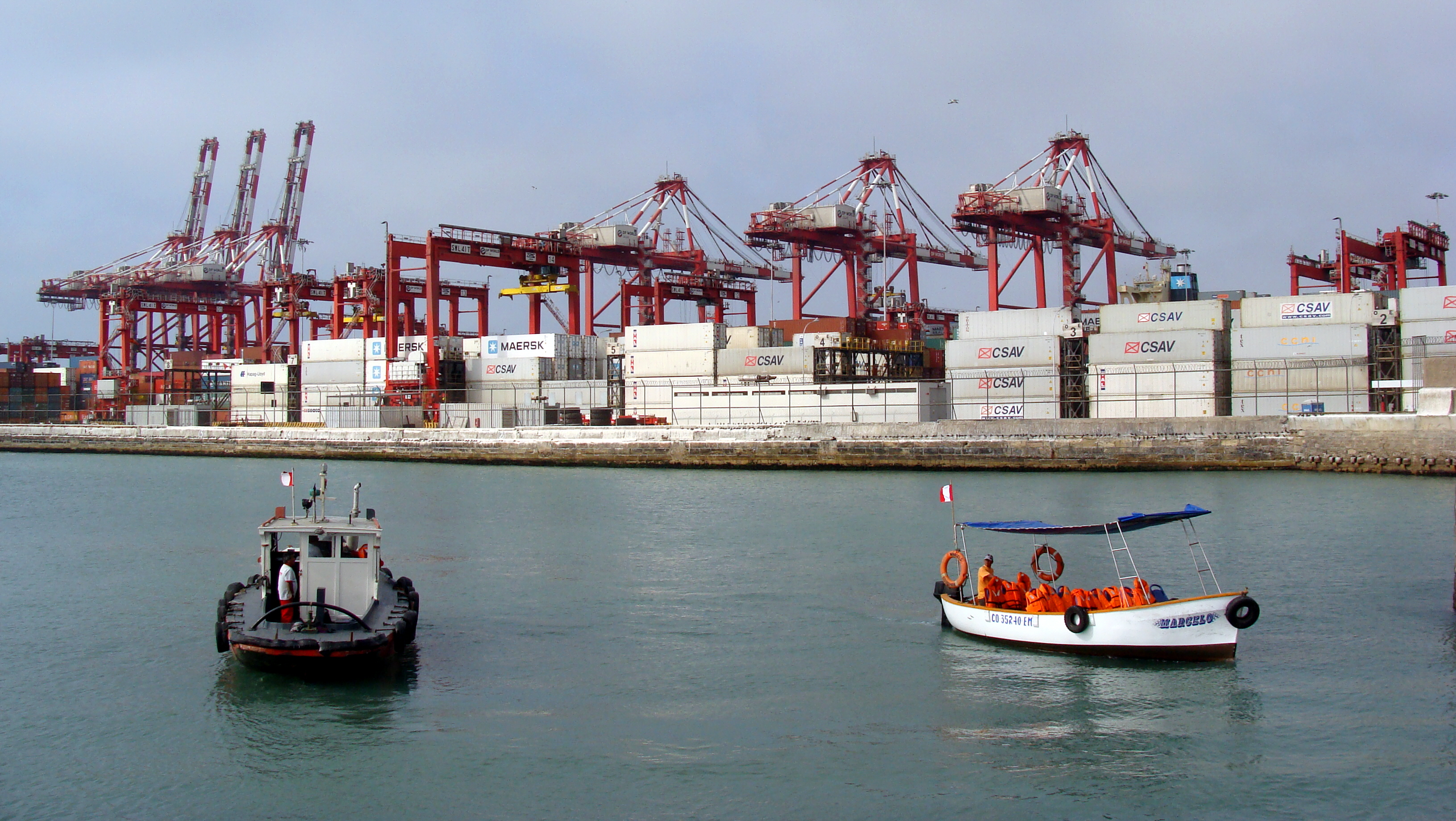
Puerto del Callao

Es el primer puerto del país y el más importante, pues arriban buques de todo el mundo. Las principales fuentes de ingresos provienen del terminal marítimo y la pesca, debido a la gran variedad de especies marinas. El terminal pesquero de Ventanilla es muy variado y económico. Después de Lima, el Callao es la ciudad más industrializada del país; una de las industrias de magnitud es la relacionada con su terminal marítimo, administrado por la Empresa Nacional de Puertos, ENAPU. Sus grandes molinos pulverizan aproximadamente el 80 % del total del maíz peruano. También posee importantes fábricas de productos de levaduras, alimentos envasados, fideos, bebidas, postres y chocolates, y no menos importantes son sus industria químicas y las de tejidos.
Mención especial merece el Servicio Industrial de la Marina (SIMA), dependiente de la Marina de Guerra del Perú, en donde se dan servicio de reparación y mantenimiento a los buques del mundo; y no solo eso: los talleres y gradas de este inmenso astillero fabrican naves de guerra, como el caso de las poderosas fragatas lanzamisiles Lupo bajo patente italiana. Por ser una zona desarrollada e industrial su economía depende de las exportaciones del país y de sus importaciones consolidándose una economía que compite con el departamento de Lima en sus diferentes rubros.

### Educación
- Colegios públicos y privados:

- Total: 997

- Educación inicial: 399
- Educación primaria: 390
- Educación secundaria: 208

- Universidades: Universidad Nacional del Callao
- Escuelas militares: Colegio Militar Leoncio Prado y Escuela Naval del Perú
- Institutos militares técnicos superiores: Centro de Instrucción Técnica y Entrenamiento Naval (CITEN) y Escuela Superior Naval de Enfermería Felipe Rotalde de Romaña.
- Instituto Superior Tecnológico Público Simón Bolívar

## Transporte
El Callao se encuentra perfectamente articulada con la capital de la república y con el resto del territorio.
- Puerto marítimo: El principal puerto del Perú
- Ferrocarril: El principal patio ferroviario de cargas del Perú
- Aeropuerto: Aeropuerto internacional Jorge Chávez y Grupo Aéreo #8 de la Fuerza Aérea del Perú

### Aeropuerto internacional
El aeropuerto internacional Jorge Chávez (código IATA: LIM, código OACI: SPJC) está ubicado en la Provincia Constitucional del Callao, próximo al puerto y a 12 km del centro de Lima. Es el principal aeropuerto del Perú, pues concentra la gran mayoría de vuelos internacionales y nacionales del país, sirviendo a más de 11 200 000 pasajeros por año.
El aeropuerto Jorge Chávez es considerado como uno de los más modernos y con mayor tráfico de pasajeros de América Latina. Su ubicación estratégica en el medio de la costa oeste de América del Sur lo ha convertido en un importante centro de conexión del subcontinente. Destaca por sus enormes proyecciones en la conexión de vuelos entre las Américas, Asia-Pacífico y Europa, lo que ha traído como consecuencia un crecimiento sostenido en el flujo de pasajeros, carga y correo. Actualmente es centro de operaciones de la aerolínea colombiana Avianca Perú, quien adquirió la empresa TACA Perú, y de la chilena LAN con su asociada LATAM Perú. Es el único aeropuerto del mundo donde dos aerolíneas extranjeras lo utilizan al mismo tiempo como punto de conexión regional.

## Turismo

### Sitios naturales
- Humedales de Ventanilla es una Zona de Reserva Ecológica Regional que permite la existencia de biodiversidad en flora y fauna. Su extensión es de 600 ha, pero solo 312 ha están declaradas Zona de Reserva Ecológica Regional. Su geología se debe al afloramiento de una lava volcánica consecuente del movimiento tectónico que formó la Fosa de Lima, siendo su principal fuente el río Chillón. Posee doce espejos de agua. De ellos tres artificiales y los demás naturales. Tiene un ecosistema abierto que recibe, retiene y cede nutrientes que proceden del continente y del mar. Ello le permite la existencia de vegetación terrestre, acuática y sumergida, insectos, reptiles, sesenta y dos especies de aves, entre las que destacan la gaviota gris, de Franklin, rayada, peruana, garza blanca y azul, pato colorado y amarillo, Santa Rosita, gallareta, cigüeñal, guardacaballo, etc.

- Isla San Lorenzo, ubicada 4 km al noreste del Callao, con una altitud de 404 m s. n. m., un área de 16.48 km², 8 km de largo y 2 km de ancho. Su fauna no es muy variada, ya que está conformada por aves y abundantes peces.

- Isla El Frontón, islote ubicado detrás de la isla San Lorenzo, también conocida como la isla del Muerto. En 1917 fue construida la primera prisión, durante el gobierno de José Pardo.

- Islas Palomino, ubicadas a 7 km del Callao, compuestas por dos pequeñas islas de crestas blancas. La primera, presenta túneles que la atraviesan de lado a lado, así como la mayor cantidad de fauna compuesta principalmente por lobos marinos de pelo chusco. En la segunda isla, se concentran y refugian los lobos enfermos y viejos razón por la cual se le conoce bajo el nombre de El Hospital. A mitad de camino hacia las islas Palomino, existe un afloramiento rocoso denominado El Camotal, dicho lugar estuvo unido al resto del Callao hasta 1746, año en el que un terrible terremoto hundió parte de este importante cordón litoral.

- Islas Cavinzas, ubicadas aproximadamente a 7 km de la bahía del Callao, de 67 m s. n. m., habitadas principalmente por aves guaneras, poseen grutas y cavernas naturales. Ahora son un paraíso de aves guaneras, pelícanos, piqueros, guanays, chuitas, piqueros, patillos, gaviotas de diversas variedades, etc. También habitadas por el pingüino de Humboldt. Los islotes se llaman Arquillo y la Viuda.

### Sitios culturales
- Fortaleza del Real Felipe: fue construida con piedra con calicanto entre 1747 y 1774, a un costo de 3 millones de pesos, para protegerse de los corsarios y piratas que incursionaban en esta parte del continente. Se le bautiza Real Felipe en honor del rey de España Felipe V de la Casa de Borbón. La fortaleza tiene una forma pentagonal, con muros de 4 m de altura en un perímetro externo de 1580 m, rodeados por un foso de agua de 16 m de ancho por 2.5 m de profundidad; adicionalmente tenía un sistema de terraplenes que conseguían ocultar la fortaleza de las observaciones desde alta mar.

- Complejo arqueológico El Paraíso (distrito de Ventanilla): también es conocido como el Palacio de Chuquitanta, perteneció a la cultura Lima, ocupado entre el 2273-1908 a. C. Está ubicado en la margen izquierda del río Chillón, a 5 km de su desembocadura. Tiene una extensión de 60 ha, tiene forma de u dirigida hacia la desembocadura del río. Consta de 8 templos ceremoniales que ocupan 8 ha. Su monumento más antiguo es conocido como la Huaca Pampa los Perros ubicado en la parte sur. Excavado y reconstruido por el arqueólogo Frederic Engel en 1965. Actualmente Monumento Nacional.[24]

- Conjunto arqueológico Oquendo: En el antiguo fundo Oquendo, se hallan los restos de una ciudad amurallada del Intermedio Tardío (1200 a 1470 d. C.) que perteneció al Señorío de Collic o Collique. Conformado por el Palacio Oquendo, los Murallones y caminos epimurales del río Chillón. El Palacio Oquendo, una construcción inca (1470- 1535 d. C.) que para algunos investigadores habría sido un recinto de carácter administrativo, y para otros, una casa de veraneo del inca.

- Huaca cerro Culebras (distrito de Ventanilla): Fue excavado por el arqueólogo Stumer entre 1952 y 1953. Ubicado en la margen derecha del río Chillon, junto al cerro Cucaracha o Chivateros, abarca 35 ha. Conformada por tres áreas bien definidas: (a) Estructura principal, edificio o templo, (b) Área de viviendas (oeste) y (c) Área de vivienda (este). Al lado sur de la pirámide, se sitúa un mural polícromo de 28 m de largo formado por 6 paneles separados por temas. 11°56′24″S 77°7′0″O / -11.94000, -77.11667

- Museo Submarino Abtao: Es un submarino de combate, convertida en un museo flotante. Estuvo al servicio del Perú por cuarenta y ocho años, y durante su vida útil completó cinco mil tres inmersiones, se encuentra ubicado la plaza Grau del Callao. La Asociación de Submarinistas del Perú lo convirtió en el primer submarino museo de América Latina abriendo sus escotillas al público en 2004. Entre las atracciones que tiene el museo Abtao, están los videos y un programa que simula un combate, los visitantes ingresan a los diversos compartimientos del sumergible en un recorrido guiado de unos treinta y cinco minutos de duración. Allí conocerán los compartimentos de torpedos, baterías de proa con los alojamientos para oficiales, el Puesto Central donde se comanda y controla todas las operaciones mediante los periscopios, radar, sonar, estación de inmersión, gobierno, manifold hidráulico y de aire, baterías de popa con los servicios de cocina, comedor y alojamiento de personal subalterno, la sala de máquinas con sus imponentes motores diésel y el compartimento de motores donde se ubican los motores eléctricos de propulsión en inmersión y los tubos lanza torpedos de popa.

- Museo Naval Capitán de Navío Julio J. Elías Murgia: Ubicado en la avenida Jorge Chávez 123. Creado el 14 de noviembre de 1958 actualmente brinda los servicios de biblioteca y videoteca especializada. Es el único museo que muestra objetos personales de Miguel Grau Seminario como: su reloj de oro, que uso en vida; espada, kepí, gemelos, condecoraciones, charreteras, cubiertos, libros de navegación; el original de la carta de agradecimiento por el envío de prendas personales de la viuda del capitán de fragata chileno Arturo Prad, quien muriera a borde de la fragata Esmeralda en el combate de Iquique en 1879; y medallas otorgadas por su valor y heroísmo en muchos combates. También se halla depositado en un sarcófago un fragmento de la tibia del almirante Grau, el Caballero de los Mares, único resto que se pudo recuperar tras su inmolación en el combate de Angamos. Además, expone cuadros, esculturas, prendas y diversos objetos de los héroes navales peruanos, así como algunas piezas arqueológicas. La historia del Museo Naval se remonta al año de 1918 con el traslado e instalación del mástil de la Corbeta Unión, nave que participara en la guerra del Pacífico (1879-1883).

- Museo de la Fuerza de Aviación Naval: Ubicado en la avenida Faucett s/n. Se exhibe modelos a escala de la evolución de aeronaves desde 1919 con las que ha contado esta fuerza de Aviación Naval del Perú.

- Museo de la Fuerza de Submarinos: Ubicado en la Base Naval del Callao. La historia de la Fuerza de Submarinos en el Perú se inicia con el lanzamiento del prototipo experimental en el puerto de Paita el 12 de octubre de 1879, realizado por el ingeniero Federico Blume, hasta los modernos submarinos modelo 209. Se exhibe además las diferentes insignias de las fuerzas de submarinos de las armadas de diferentes países.